# Гаазький договір (1698)
Гаазький договір, також відомий як Перший договір про поділ — угода, укладена між Францією, Англією та Нідерландами з метою вирішення питання престолонаступництва в Іспанії після смерті бездітного короля Карла II. Договір передбачав, що після смерті короля Іспанію та її колонії успадкує 6-річний син баварського курфюрста Йосиф Фердинанд. Однак унаслідок його смерті у лютому 1699 року умови договору були переглянуті, було укладено Лондонський договір.

## Передумови

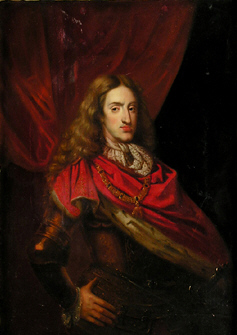
Карл II, король Іспанії. Робота невідомого автора

У 1665 році на престол Іспанії зійшов Карл II. Він став останнім іспанським монархом з династії Габсбургів. Король страждав від хвороб протягом більшості життя, і на 1697 рік було зрозуміло, що він помре бездітним, а отже, іспанська гілка Габсбургів вимре за чоловічою лінією. Хоча Іспанія в XVII столітті економічно та військово занепала, Іспанська імперія зберігала свої території та вплив. Іспанія мала володіння в Італії, Іспанські Нідерланди, Філіппіни, більшу частину Латинської Америки. Оскільки найближчі родичі — ймовірні наступники Карла II походили з Австрійських Габсбургів та Французьких Бурбонів, питання успадкування іспанського престолу було одним із перших у порядку денному європейських держав задля збереження європейського балансу сил. Крім того, це питання обговорювалося провідними державами Європи протягом кількох століть. До прикладу, 1670 року було укладено таємний Дуврський договір, а 1689 року з'явилася Аугсбурзька ліга.
З 1665 року король Франції Людовик XIV провів серію війн з метою укріплення французького впливу в Європі. У 1688—1697 роках Франція воювала проти Ауґсбурзької ліги у Дев'ятирічній війні. Війна закінчилася Рейксвейським миром, який надав Франції незначні додаткові переваги. Король Людовик зрозумів, що не зможе досягти своїх цілей без зовнішньої підтримки. Хоча Карл II жив набагато довше, ніж того очікували, стан його здоров'я погіршувався.
Занепокоєння короля Франції зросло через перемоги Австрії у війнах проти Османської імперії, внаслідок яких до спадкових володінь Габсбургів було приєднано Угорщину та Трансильванію. Посилення впливу Габсбургів спричинило те, що імператор Леопольд I відмовився підписати Рейсвейкський мирний договір, оскільки він не вирішував питання престолонаступництва Іспанії. У жовтні 1697 року імператор таки підписав договір, проте його вважали тільки тимчасовим перемир'ям перед подальшими бойовими діями.

## Переговори

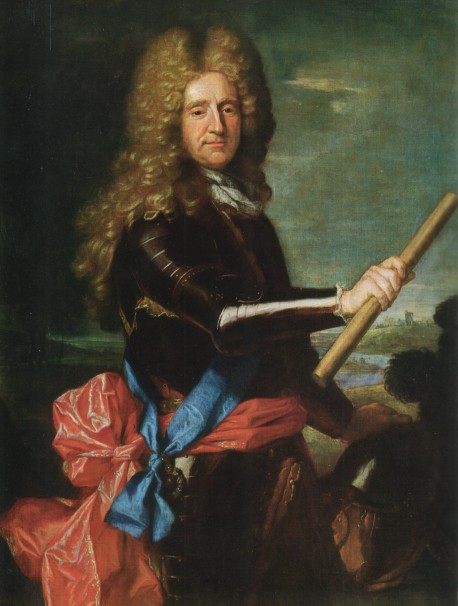
Вільям Бентік, 1-й граф Портленд, учасник переговорів від Англії

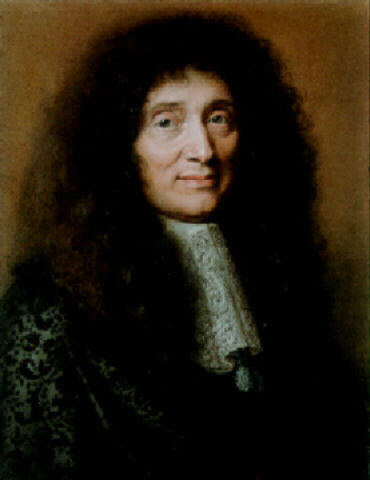
Сімон Арно, маркіз де Помпонн, учасник переговорів від Франції

На відміну від Австрії та Франції кінця XVII століття, в Іспанії престол міг бути успадкований за жіночою лінією. Це дозволяло дітям двох сестер Карла II посісти престол. Зведена сестра короля, Марія Терезія Іспанська, одружилася із королем Франції Людовиком XIV і мала сина Людовика, Великого Дофіна. Повна сестра Карла, Маргарита Тереза Іспанська, одружилася із імператором Леопольдом I. Їхня дочка Марія Антонія Австрійська одружилася із Максиміліаном II, курфюрстом Баварії; у шлюбі народився син Йосиф Фердинанд.
Іспанський політикум поділився на проавстрійську та профранцузьку партії. Протягом більшого періоду правління Карла II уряд контролювали проавстрійськи налаштовані діячі на чолі з його матір'ю — Маріаною Австрійською. Після її смерті в 1696 році ініціативу перехопили профранцузькі політики на чолі з Марією Анною Пфальц-Нойбурзькою, дружиною короля, чия старша сестра Елеонора була третьою дружиною імператора Леопольда.
Коли король Карл важко захворів у 1698 році, домінування проавстрійської партії спричинило початок співпраці Людовика XIV з Англією. Король Вільгельм III був важливою політичною фігурою в Європі через своє військове лідерство, зокрема під час Дев'ятирічної війни, та свою подвійну роль як короля Англії та штатгальтера Нідерландів водночас. Конфлікт являв собою не тільки династичним диспутом між Габсбургами та Бурбонами, а й потенційно міг загрожувати безпеці Англії та Голландської республіки.
Французька армія продовжувала перебувати в стані бойової готовності, проте на 1699 рік армія Англії нараховувала 7000 осіб і ще 12 000 в Ірландії. Через це король Вільгельм вважав дипломатичне вирішення питання прийнятним, навіть якщо воно буде тимчасовим, і намагався створити умови для тривалого миру. Переговори про завершення Дев'ятирічної війни розпочалися в 1694 році, проте закінчилися тільки в 1697 після того, як Людовик XIV провів переговори безпосередньо з Вільгельмом III. Як наслідок, обоє монархи вірили в подібні переговори стосовно питання іспанського престолонаступництва. Проте у процес переговорів не були залучені Іспанія та Австрія, яких питання іспанського престолонаступництва стосувалося безпосередньо.
Незначні переговори відбулися спочатку в Парижі між графом Портленд та маркізом де Помпонн. Згодом ширші переговори відбулися в Гаазі з Антонієм Гейнзінусом, великим пенсіонарієм Голландії, та міністром закордонних справ Франції Каміллом де Таллар д'Отен. 11 жовтня 1698 року в Гаазі договір був підписаний Талларом від імені Франції, Портлендом від імені Англії та вісьмома представниками Нідерландів.

## Умови

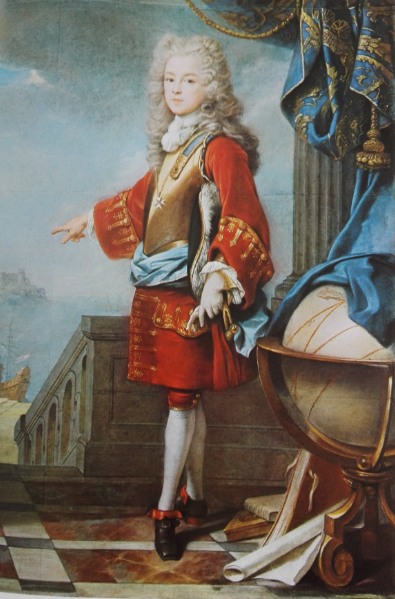
Йосиф Фердинанд Баварський. Робота Жозефа Вів'єна, 1698

Людовик XIV запропонував кандидатуру свого сина Людовика як наступника Карла II, проте пропозиція була відхилена. Сторони вибрали кандидатуру 6-літнього Йосифа Фердинанда Баварського як компромісний варіант. Цю кандидатуру підтримала Марія Анна, дружина Карла II, яка походила із династії Віттельсбахів, головою якої був Максиміліан II, курфюрст Баварії, батько Йосифа Фердинанда.
За умовами договору, Йосиф Фердинанд Баварський мав стати королем Іспанії після смерті Карла II й успадкувати більшу частину Іспанської імперії, включно з Іспанськими Нідерландами, де батько Йосифа Фердинанда правив як віцекороль. Франція мала отримати Неаполітанське та Сицилійське королівства разом з іншими володіннями Іспанії в Італії, а також провінцію Гіпускоа, нині на території Країни Басків. Молодший син імператора Леопольда I, ерцгерцог Карл, мав стати правителем Міланського герцогства, яке у Відні вважали важливим володінням з точки зору захисту південних кордонів Габсбурзької монархії.
Переговори велися таємно, що відповідало французькій політичній практиці часів Людовика XIV, проте не англійській. Лорд-канцлер барон Сомерс дізнався про умови договору напередодні його підписання. Хоча він не схвалив їх, барон не бачив шляху скасувати договір.

## Наслідки
Іспанці відмовлялися від поділу їхньої імперії на частини між іншими державами. 14 листопада 1698 року Карл II підписав свій заповіт, за яким Йосиф Фердинанд Баварський оголошувався наступником престолу усієї Іспанської імперії. Марія Анна мала стати королевою-регентом на час неповноліття майбутнього короля.
У лютому 1699 року Йосиф Фердинанд помер від віспи, хоча тоді були непідтверджені чутки, що він помер від отруєння. Існує припущення, що король Людовик XIV планував використати смерть іспанського наступника, щоб унаслідок цього наступником обрали його сина. Згодом розпочалися нові переговори, внаслідок яких було підписано Договір другого поділу, також відомий як Лондонський договір 1700 року.